# Efim Yarchuk
Efim Zajárovich Yarchuk (188? - 1937) fue un anarquista ucraniano.

## Biografía
Efim Yarchuk nació en la comunidad judía de Berezne, Gobernación de Volinia, Ucrania, en 1882 o 1886. Fue uno de los fundadores de Chornoe Znamia (Bandera negra) un grupo de Bialystok anterior a 1905. Su formación anarcocomunista iba a la par de las agitaciones obreras, con ataques armados a oficiales del zarismo. Distribuyó 2000 panfletos dirigidos a los trabajadores de las fábricas en 1905. 
Con el aplastamiento de la Revolución de 1905 fue deportado a Siberia por 5 años, emigrando a los Estados Unidos en 1913. Militó en la Union of Russian Workers y escribió para su periódico Golos Trudá. Fue miembro de la Cruz Roja Anarquista en Nueva York. 
Volvió a Rusia en la primavera de 1917, luego de la Revolución de febrero. En Kronstadt fue elegido por el Soviet de la base naval, donde se convirtió en un importante activista del movimiento anarquista. 
Tuvo un importante papel en los eventos de julio de 1917 hunto con Bleikhman. Fue uno de los editores de Volny Golos Trudá (continuación del prohibido Golos Trudá) en agosto de 1918 en tiempos de la primera conferencia anarcosindicalista. 
En noviembre de 1918 fue Tesorero del secretariado ejecutivo en la segunda conferencia de la Confederación Anarcosindicalista en Moscú. Fue arrestado por los bolcheviques en seis oportunidades por la Cheka durante 1920, en Járkov y en Moscú. Durante la insurrección de Kronstadt, Yarchuk aún permanecía detenido. 
Fue uno de los 10 anarquistas liberados de la prisión de Taganka debido a que iniciaron una huelga de hambre mientras se celebraba la Conferencia del Socorro Rojo Internacional (Profintern). Padeció escorbuto en su detención, siendo liberado y deportado en enero de 1922. 
Se trasladó a Berlín donde junto a Grigori Maksímov y Aleksandr Shapiro publicaron Rabochii Put (El camino de los obreros) en 1923. Luego se instaló en París, donde escribió Kronstadt en la Revolución Rusa, publicado en Nueva York en 1923 por la Union of Russian Workers. 
En 1925 con la “ley de retorno” volvió a Rusia recomendado por Bujarin. Se unió al Partido Bolchevique. Fue ejecutado en 1937, durante la Gran purga estalinista.